# Classica di San Sebastián 1984
La Classica di San Sebastián 1984, quarta edizione della corsa, si svolse il 16 agosto 1984, per un percorso totale di 244 km. Fu vinta dallo svizzero Niki Rüttimann, al traguardo con il tempo di 6h11'10" alla media di 39,443 km/h.
Partirono in 99, arrivarono al traguardo 81 corridori.

## Ordine d'arrivo (Top 10)
| Pos. | Corridore        | Squadra       | Tempo    |
| ---- | ---------------- | ------------- | -------- |
| 1    | Niki Rüttimann   | La Vie Claire | 6h11'10" |
| 2    | Reimund Dietzen  | Teka          | s.t.     |
| 3    | Celestino Prieto | Reynolds      | s.t.     |
| 4    | Dominique Garde  | Peugeot       | s.t.     |
| 5    | Josep Recio      | Kelme         | s.t.     |
| 6    | Iñaki Gastón     | Reynolds      | s.t.     |
| 7    | Faustino Rupérez | Zor-Gemeaz    | s.t.     |
| 8    | Eduardo Chozas   | Zor-Gemeaz    | s.t.     |
| 9    | Robert Millar    | Peugeot       | s.t.     |
| 10   | Ángel Camarillo  | Zor-Gemeaz    | s.t.     |